# Trochita
Trochita is een geslacht van weekdieren uit de klasse van de Gastropoda (slakken). 

## Soorten
- Trochita dhofarensis Taylor & Smythe, 1985
- Trochita pileolus (d'Orbigny, 1841)
- Trochita pileus (Lamarck, 1822)
- Trochita trochiformis (Born, 1778)